# Кальдерон Диас, Росир
Росир Кальдерон Диас (исп. Rosir Calderón Díaz; род. 28 декабря 1984, Гавана) — кубинская и российская волейболистка, игрок индонезийского клуба «Бандунг Пакуан».

## Биография
Росир Кальдерон является дочерью знаменитых волейболистов — её мать Эрения Диас Санчес в 1978 году в составе национальной сборной выиграла чемпионат мира, а отец Луис Фелипе Кальдерон в качестве тренера привёл женскую сборную Кубы к победе на Олимпийских играх в Сиднее-2000.
В 2002 году Росир дебютировала в сборной, участвовала на чемпионате мира в Германии. В 2004 году завоевала бронзовую медаль на Олимпийских играх в Афинах.
В конце 2005 года прибыла в Россию и вместе с уже имевшей опыт игры в Суперлиге Сойлой Баррос начала выступления за подмосковное «Динамо». По итогам чемпионата «Динамо» выиграло бронзовые медали, обыграв в серии за 3-е место «Уралочку», в состав которой также входили две волейболистки сборной Кубы, а на тренерском мостике Николаю Карполю помогал Луис Фелипе Кальдерон.
После завершения этого сезона Росир вернулась на Кубу, продолжив карьеру в клубе «Сьюдад-Гавана» и национальной сборной. В 2006 году она была признана лучшей нападающей чемпионата мира, а в 2008-м получила аналогичный приз на Олимпийских играх в Пекине, где кубинки заняли 4-е место.
После пекинских Игр Росир взяла перерыв в карьере, связанный с беременностью. Она вновь покинула Остров Свободы и на протяжении некоторого времени жила в Подмосковье вместе с мужем (российским офицером) и сыном, которому дала имя Луис Фелипе — в честь своего отца, скончавшегося 18 июня 2009 года.
В феврале 2011 года Росир Кальдерон возобновила карьеру, подписав контракт со швейцарским клубом «Волеро» (Цюрих), с осени того же года выступала за турецкий «Галатасарай». В мае 2013 года перешла в краснодарское «Динамо». 31 октября 2014 года получила российское спортивное гражданство. По ходу второго сезона в Краснодаре Росир выиграла Кубок России и Кубок Европейской конфедерации волейбола.
В августе 2015 года объявила о возвращении в Турцию и подписании контракта со стамбульским «Эджзаджибаши». В сезоне-2016/17 выступала за японский «Агео Медикс», а весной 2017 года — за французский «Расинг» (Канны) в матчах плей-офф национального чемпионата. В сентябре того же года вновь стала игроком швейцарского «Волеро». В январе 2020 года её вместе с черногоркой Николетой Перович пригласили усилить индонезийский клуб «Бандунг Пакуан».

## Достижения

### Со сборной Кубы
- Бронзовый призёр Олимпийских игр (2004).
- Чемпионка NORCECA (2007), серебряный призёр чемпионатов NORCECA (2003, 2005).
- Победительница Панамериканских игр (2007).
- Серебряный призёр Игр Центральной Америки и Карибского бассейна (2006).
- Серебряный призёр Гран-при (2008).

### В клубной карьере
- Бронзовый призёр чемпионата России (2005/06).
- Обладательница Кубка России (2014), бронзовый призёр Кубка России (2013).
- Бронзовый призёр чемпионата Турции (2012/13, 2015/16).
- Серебряный (2011/12) и бронзовый (2012/13) призёр Кубка Турции.
- Бронзовый призёр чемпионата Франции (2016/17).
- Чемпионка Швейцарии (2010/11, 2017/18).
- Обладательница Кубка Швейцарии (2010/11, 2017/18).
- Обладательница Суперкубка Швейцарии (2017).
- Обладательница Кубка Европейской конфедерации волейбола (2014/15), финалистка Кубка ЕКВ (2011/12).
- Финалистка клубного чемпионата мира (2015).

### Индивидуальные призы
- Лучшая нападающая финального раунда Гран-при (2005) — эффективность атаки 71 из 117 в 5 матчах (60,68 %).
- Лучшая нападающая чемпионата мира (2006) — эффективность атаки 148 из 248 в 11 матчах (59,68 %).
- Лучшая нападающая олимпийского турнира (2008) — эффективность атаки 88 из 155 в 8 матчах (42,58 %).
- Лучшая нападающая «Финала четырёх» Лиги чемпионов (2013) — эффективность атаки 45 из 102 в 2 матчах (44,12 %).